# La Presa, Parras
La Presa är en ort i Mexiko.   Den ligger i kommunen Parras och delstaten Coahuila, i den centrala delen av landet, 700 km norr om huvudstaden Mexico City. La Presa ligger 1 690 meter över havet och antalet invånare är 151.
Terrängen runt La Presa är kuperad åt sydost, men åt nordväst är den platt. Runt La Presa är det mycket glesbefolkat, med 3 invånare per kvadratkilometer. La Presa är det största samhället i trakten. Omgivningarna runt La Presa är i huvudsak ett öppet busklandskap.